# Kiáltó szó (röpirat)
Kiáltó szó – röpirat, 1921. Kós Károly 1921-ben Zágoni Istvánnal és Paál Árpáddal közösen kiadott röpirata. Az "ifjú és naiv szellemi-munkás triumvirátus" – ahogyan az együttest később Kós nevezi – fellépésével megtörte az akkori magyar vezető körök hirdette passzivitást, elutasította a menekülésszerű repatriálást, és az új helyzetbe való reális beilleszkedés végett politikai cselekvésre szólította fel a Romániában kisebbségivé váló magyarságot. "Kiáltom a jelszót: építenünk kell, szervezkedjünk hát a munkára. Kiáltom a célt: a magyarság nemzeti autonómiája" – hirdeti Kós Károly Kiáltó szó Erdély, Bánság, Körösvidék és Máramaros magyarságához! c. manifesztumában.
A két társszerző a gyakorlati megvalósítások tervét dolgozta ki. Zágoni István A magyarság útja c. alatt a nemzeti szervezkedés szabadságát hirdeti, s a románság 1918-as Gyulafehérvári Határozataira hivatkozva, mint "a legdemokratikusabb alapokon összeállított népképviselet"-et fogalmazza meg az erdélyi magyarság önkormányzatát. Ehhez nemzeti katasztert sürget, kikötve, hogy e névsorba való felvételnél "az egyéni akarat és önrendelkezési jog dönt". A tervezet részletezi a területi autonómiák, a nyelvhasználat, a nemzeti vagyon, az oktatásügy, a rendfenntartás, a munka szabadsága, az egyházak autonómiája kérdéseit, mindenben a többi erdélyi nemzettel való párhuzamosságot keresve.
A politikai aktivitás rendszere c. tanulmányában Paál Árpád egy Magyar Nemzeti Szövetség politikai arculatát rajzolja meg, Románia parlamentjének polgári és szocialista pártjaival való együttműködésbe, egy demokratikus fejlődés világviszonylataiba illesztve a nemzeti kérdést.
A röpirat egy részét törölte a cenzúra, a kiadvány terjesztési engedélyt sem kapott, de mondandójával Kós Károly bejárta Kalotaszeg falvait, s 1921. június első vasárnapján Bánffyhunyadon a Kiáltó szó szellemében 30 falu népe egybegyűlve megkezdte a kisebbségi önszervezést. A hármas röpirat forrása lett mind a politikai, mind az irodalmi transzilvanizmus irányzatának.
A Kiáltó szó című röpirat betűhív újrakiadásban évjelzés nélkül Budapesten Csatári Dániel utószavával a Kapu Könyvek sorozatban másodszor is megjelent.